# Berengario Carroz
Berengario Carroz (in catalano Berenguer Carròs i Llòria; ... – 1336) è stato un militare spagnolo al servizio della Corona d'Aragona, esponente della casata valenzana dei Carroz, viceré di Sardegna.

## Biografia
Era figlio dell'ammiraglio d'Aragona Francesco Carroz e di Stefania di Lauria. Sposò Teresa Gonibau de Entenza, sorellastra della moglie dell'infante Alfonso. Alla sua morte si risposò con Geraldona de Ribelles dalla quale ebbe il suo unico figlio chiamato, come lui, Berengario.
Inizialmente servì Roberto d'Angiò durante la guerra contro Federico III di Sicilia e nel 1314 fu inviato con 40 galee nell'isola di Djerba.
Durante la conquista aragonese della Sardegna (1323-1324) si distinse nella difesa dell'infante Alfonso e fu nominato capitano della gente d'arme di Bonaria. Due mesi dopo, a seguito della morte di Filippo di Saluzzo, assunse anche la carica di governatore generale dell'isola.

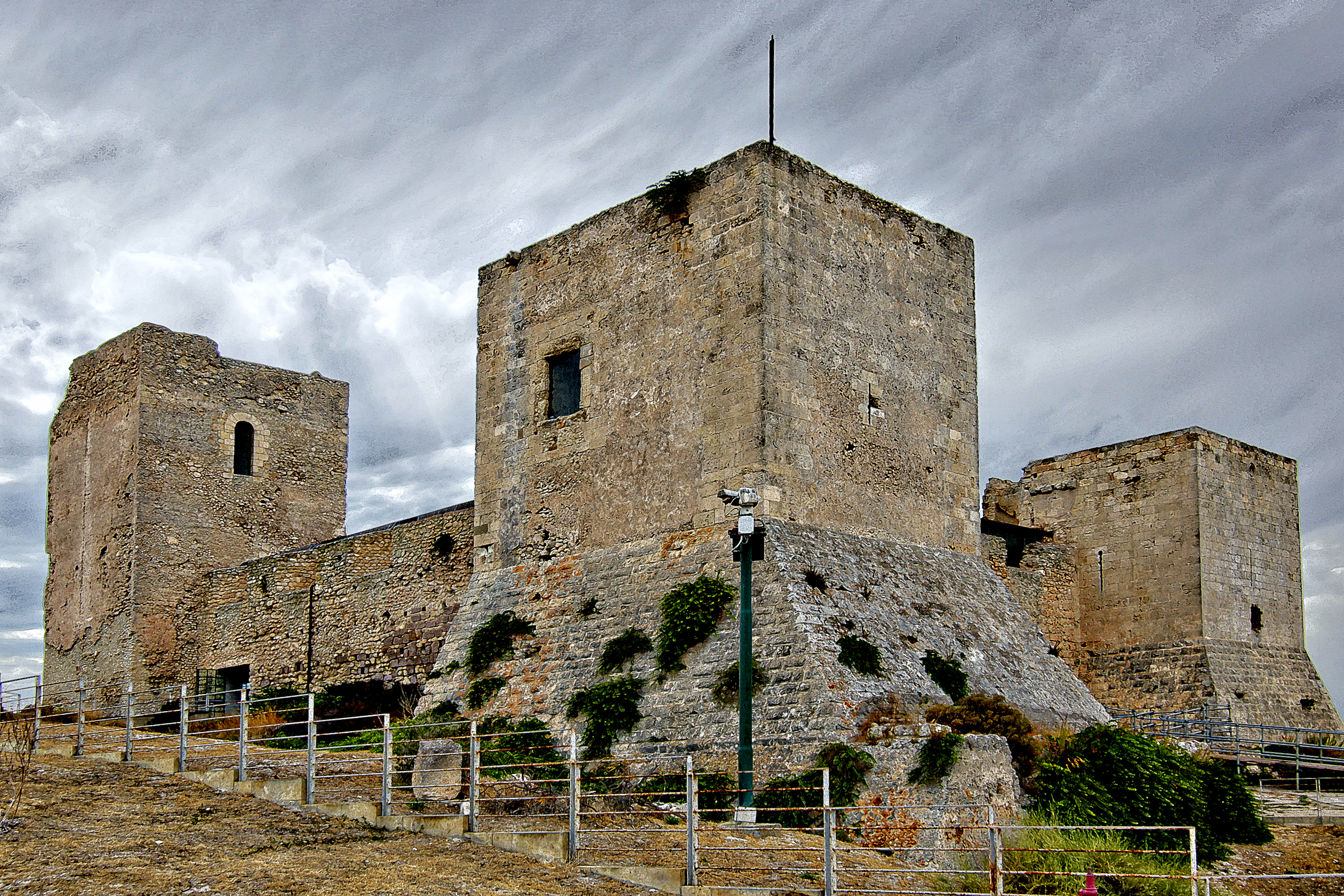
Il castello di San Michele, residenza cagliaritana del Carroz

Nel 1326 represse duramente la rivolta di Sassari, condannando a morte il ribelle Vinciguerra Doria e incarcerando il marchese Federico Malaspina. Ottenne ampi feudi e proprietà in tutta l'isola tra cui il Castello di San Michele di Cagliari. Morì probabilmente nel Regno di Valencia nel 1336.